# Luigi Nicoletti
Don Luigi Nicoletti (San Giovanni in Fiore, 6 dicembre 1883 – Cosenza, 3 settembre 1958) è stato un presbitero, politico e giornalista italiano.
È ricordato come una tra le figure più rappresentative del movimento cattolico dell'Italia meridionale.

## Biografia
Luigi Nicoletti nacque il 6 dicembre 1883 a San Giovanni in Fiore, in provincia di Cosenza, dall'avvocato Antonio e da Teresa Zumbini, sorella dello scrittore Bonaventura Zumbini e cugina del giurista Bernardino Alimena.
La famiglia, profondamente cattolica, era condotta dalla madre, vedova con ben quattordici figli, a cui provvedeva grazie alle rendite provenienti da alcuni fondi rurali della Sila.
Avviato al ginnasio e poi al liceo della Badia benedettina di Cava dei Tirreni, concluse gli studi brillantemente e fu premiato con medaglia d'oro.
Proseguì gli studi a Roma, presso la Pontificia Università Gregoriana, dove nel 1905 conseguì il dottorato in teologia, con don Carlo De Cardona.
Venne ordinato sacerdote a ventitré anni, nel 1906 e una volta ritornato in Calabria, l'arcivescovo di Cosenza Camillo Sorgente lo incarica quale docente di lettere e filosofia presso il Seminario Bruzio, in un momento di grande fermento politico, sociale e religioso che caratterizzava la regione agli inizi del Novecento.

### Impegno civile e politico
Durante i primi anni di permanenza a Cosenza, gli anni del Non expedit, su don Luigi convergono i consensi e la stima dei cattolici vicini alla Lega del Lavoro, che trovavano voce ne “L'Unione”, foglio fondato da don Carlo De Cardona.
Nel 1910 don Luigi Nicoletti fu eletto Consigliere provinciale per il Mandamento di San Giovanni in Fiore. La sua elezione, come avvenuto per quella don Luigi Sturzo nel 1905, fu vista come un momento di superamento del passato e l'espressione della volontà dei cattolici di attiva partecipazione alla vita civile del Paese.
Sempre in quel periodo, sul periodico “L'Unione-Lavoro”, Nicoletti intervenne con sagaci articoli contro le dilaganti tendenze anticlericali e massoniche.

### L'opposizione al fascismo
Dopo aver partecipato alla prima guerra mondiale sul fronte del Trentino, sull'Isonzo e a Gorizia, alla nascita del Partito Popolare Italiano nel 1919, Nicoletti ne diventa segretario per la provincia di Cosenza.
Attivo antifascista, si pose alla guida dei Popolari cosentini nel contrasto al fascismo e durante il regime fu incaricato per la diocesi come Assistente di Azione Cattolica, della FUCI e dei Laureati Cattolici.
Nel 1921, dalle pagine del settimanale diocesano Parola di Vita che dirigeva, inizia una dura opposizione al partito fascista e nell'ottobre del 1924, dopo l'assassinio del deputato socialista Giacomo Matteotti, assieme ad altri consiglieri provinciali dei partiti di opposizione di Cosenza firmò un forte ordine del giorno di protesta, dichiarando la loro irriducibile opposizione verso il governo e il regime fascista.
Dal 1935 iniziò a scrivere una serie di articoli contro l'invadenza della propaganda nazista contraria alla Chiesa.
Fortemente ironici e durissimi i suoi interventi prima dell'avvento delle leggi razziali, sul settimanale cattolico da lui diretto, tra i pochi esempi di condanna esplicita dell'antisemitismo nel panorama giornalistico calabrese.
L'imponente produzione di questi scritti non passò inosservata ai gerarchi del regime e don Nicoletti fu vittima di una feroce campagna stampa sul giornale Calabria fascista, fino ad essere allontanato dalla Calabria, con un trasferimento d'ufficio del reverendo professore dal Liceo “Telesio” di Cosenza a quello di Galatina, in Puglia.
Alla caduta del fascismo e con la nascita della Democrazia Cristiana, nel 1943 don Luigi Nicoletti fu fondatore del Comitato Esecutivo Provinciale del partito a Cosenza e venne eletto segretario provinciale; in quegli anni fondò e diresse il settimanale Democrazia Cristiana. Sempre nel 1943 prese parte al Comitato Provinciale di Liberazione, insieme a Pietro Mancini e Fausto Gullo.

### Dopoguerra
Tra la seconda metà degli anni quaranta e fino alla sua morte, don Luigi Nicoletti fu la figura preminente tra i cattolici impegnati in politica in Calabria, caratterizzandosi per i propri puntuali interventi, per la sua apprezzata oratoria e per il suo pensiero volto alla costruzione di quello che definiva lo "stato cristiano".
Don Luigi Nicoletti morì povero a Cosenza presso l'ospedale dell'Annunziata il 3 settembre 1958.